# 智能微塵
智能微塵(英語：Smartdust)是一個新的工程概念，目的是讓擁有智能的無線傳感器縮小成如同約沙粒或塵埃的大小，檢測如溫度，振動等。每個智能微塵可以是一個無線傳感器網路中的節點，以收集信息，處理信息，和與其他的節點連接。

## 參看
- TinyOS
- 神經塵
- 感測器網路
- 無線感測網路